# Agrodiaetus cyanea
Agrodiaetus cyanea är en fjärilsart som beskrevs av Otto Staudinger 1899. Agrodiaetus cyanea ingår i släktet Agrodiaetus och familjen juvelvingar. Inga underarter finns listade i Catalogue of Life.